# Sovjetunionens kommunistiska partis historia: kortfattad kurs
Sovjetunionens kommunistiska partis historia: kortfattad kurs är en officiellt sanktionerad historiebok rörande Sovjetunionens kommunistiska partis historia, som kom ut 1938.
Boken var en av de mest spridda under Stalins välde och kallades ofta för "den kortfattade kursen". Verket hade en stor betydelse för stalinismen och för andra kommunistiska partiers utveckling under andra världskriget och under det kalla kriget.
Boken började författas på uppdrag av Stalin 1935  och sammanställdes av en grupp historiker och partiideologer. De främsta författarna var Vilhelms Knoriņš, Jemeljan Jaroslavskij och Pjotr Pospelov. Stalin skrev själv kapitlet om den dialektiska materialismen och övervakade noga författandet av boken. Flera av medförfattarna föll i onåd under den stora utrensningen, men utarbetandet av den "kortfattade kursen" fortsatte utan avbrott.
Det första kapitlet publicerades i Pravda den 9 september 1938 och boken publicerades sedan som följetong. Den färdiga boken blev obligatorisk läsning på alla sovjetiska universitet och i kommunistpartiet. När Stalin avled 1953 hade boken kommit ut i 301 tryckningar och bara på ryska hade 42 816 000 exemplar givits ut. Boken utgavs totalt på 66 olika språk.
"Den kortfattade kursen" behandlade partiets historia från slutet av 1800-talet fram till 1930-talet och beskrev bygget av socialismen i Sovjetunionen. Dessutom lade boken fast den officiella sovjetiska tolkningen av marxismens doktriner. Särskilt stor vikt lades vid att framställa kommunistpartiets interna stridigheter på ett sådant sätt att Stalins ställning som Lenins rättmätige arvtagare framstod som obestridlig.
Boken fick en enorm betydelse för att sprida stalinismen i Komintern och i den kommunistiska rörelsen. Till exempel hämtade Mao Zedong en stor del av sina kunskaper om marxism-leninismen från kursen, som kom ut i sin första kinesiska översättning 1939, och Mao tog särskilt fasta på bokens tes att klasskampen skulle fortsätta även efter socialismens införande.
Nikita Chrusjtjov tog avstånd från den "kortfattade kursen" i sitt hemliga tal på SUKP:s partikongress 1956. 1962 utkom en reviderad utgåva som utarbetats av Boris Ponomarjov. Den ursprungliga versionen av den kortfattade kursen fick dock en stor betydelse för maoismens utveckling i Kina och var en viktig inspirationskälla för Mao vid de interna partistriderna som kännetecknade hans styre.

## Svensk översättning
- Sovjetunionens kommunistiska partis historia: kortfattad kurs. Stockholm: Arbetarkultur. 1939. Libris 1378510